# Destinație finală 5
Destinație finală 5 (engleză: Final Destination 5) este un film de groază din 2011 regizat de Steven Quale. În rolurile principale joacă actorii Nicholas D'Agosto, Emma Bell, Miles Fisher, Arlen Escarpeta, David Koechner și Tony Todd.
Este al cincilea film din seria de filme Destinație finală.

## Prezentare
În această parte,evenimentele se petrec înaintea primei părți.Sam,iubita lui,Molly,și alte persoane reușesc să păcălească moartea după ce Sam are o viziune în care un pod va fi distrus.

## Actori
| Actor             | Personaj          |          |
| ----------------- | ----------------- | -------- |
| Nicholas D'Agosto | Sam Lawton        |          |
| Jacqueline Wood   | Olivia Castle     |          |
| Miles Fisher      | Peter Friedkin    |          |
| Emma Bell         | Molly Harper      |          |
| Ellen Wroe        | Candice Hooper    |          |
| P.J. Bryne        | Isaac Palmer      |          |
| David Koechner    | Dennis Lapman     |          |
| Arlen Escarpeta   | Nathan Sears      |          |
| Courtney B. Vance | Jim Block         | polițist |
| Brent Stait       | Roy Carlson       |          |
| Tony Todd         | William Bludworth | legist   |